# Poka (Saaremaa)
Poka is een plaats in de Estlandse gemeente Saaremaa, provincie Saaremaa. De plaats heeft de status van dorp (Estisch: küla) en telt 11 inwoners (2021).
De plaats viel tot in oktober 2017 onder de gemeente Leisi. In die maand werd Leisi bij de fusiegemeente Saaremaa gevoegd.
De plaats ligt aan de noordkust van het eiland Saaremaa. Bij Poka komt de rivier Punabe in de Oostzee uit.

## Geschiedenis
Poka werd voor het eerst genoemd in 1787 onder de naam Pocka, een nederzetting op het landgoed van Parasmetsa. Tussen 1977 en 1997 maakte Poka deel uit van het buurdorp Asuka.